# Frank-Joachim Grossmann
Frank-Joachim Grossmann (* 7. Juni 1958 in Jena) ist ein deutscher Künstler und Grafiker. Er lebt in Römerberg bei Speyer.

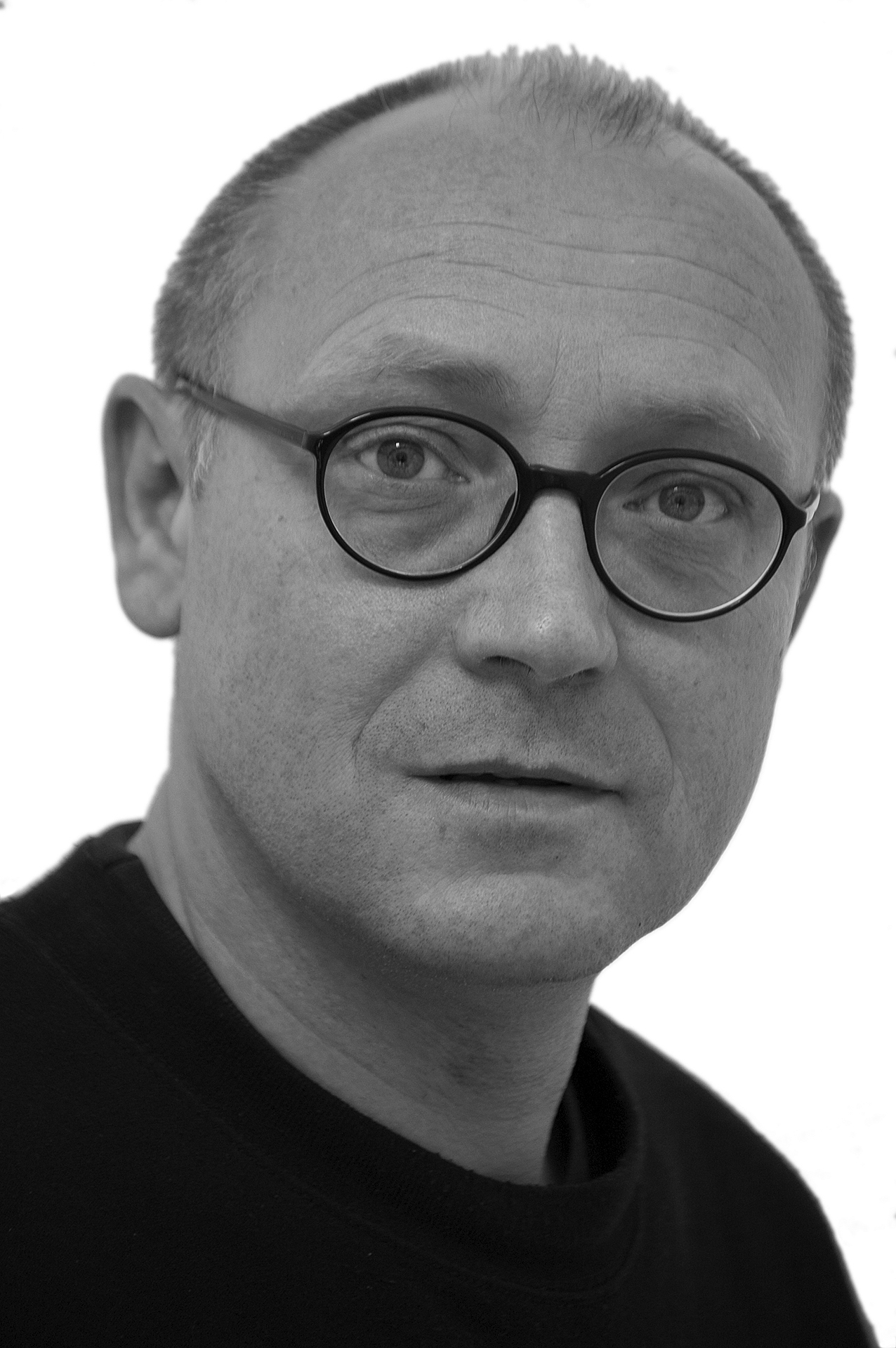
Frank-Joachim Grossmann, 2009

## Leben
Grossmann studierte von 1978 bis 1983 Grafikdesign an der Städtischen Fachhochschule Mannheim bei Wolf Magin und Hubert Gems zusammen mit Armin Liebscher. 1980 absolvierte er ein Praktikum bei Bernd Benedix und Paul In den Eicken. Von 1995 bis 1998 studierte er Kommunikationsdesign an der Staatlichen Akademie der Bildenden Künste Stuttgart bei Manfred Kröplien und Günter Jacki.
Frank-Joachim Grossmann war von 1983 bis 1984 als Werkstattleiter der Druckwerkstatt im Kulturzentrum der Alten Hauptfeuerwache in Mannheim tätig. Von 1992 bis 1999 unterrichtete er als Lehrbeauftragter an der Fachhochschule Mannheim, von 1993 bis 2001 an der Hochschule für Gestaltung Karlsruhe bei Gunter Rambow sowie von 2005 bis 2008. Von 2001 bis 2002 war Grossmann Professor für Grundlagen der Mediengestaltung an der Fachhochschule Ulm. Von 2002 bis 2012 hatte er eine Professur für Typografie und Computergrafik an der Fachhochschule Schwäbisch Hall inne. Seit 1998 ist Grossmann Lehrbeauftragter für Mediengestaltung und Interfacedesign an der Hochschule Worms und seit 2008 für Typografie für Onlinemedien an der DHBW Mosbach.
2002 war Grossmann Gastprofessor am Maryland Institute College of Art in Baltimore (USA), 2007 Gastprofessor an der Akademie der Künste Tiflis in Georgien und 2011 Gutachter des Akkreditierungsverfahrens IB-Hochschule Berlin Studienangebot Kommunikation. Grossmann unterrichtete darüber hinaus als Lehrbeauftragter u. a. an der Mannheimer Abendakademie (1982–1992), dem Kulturzentrum Feuerwache Mannheim (1984–1992, seit 2014), der Kunstschule Villa Wieser Herxheim (1991–1993, seit 2014), dem Feierabendhaus der BASF (1992–1994), der FH Metzingen (2000), dem Internationalen Bund Stuttgart (2006) und der Faber-Castell-Akademie (2014–2016).

## Werk
Im künstlerischen Werk von Grossmann sind zwei Richtungen hervorzuheben. Auf der einen Seite stehen seine grafischen Arbeiten, die sowohl Aquarelle und Kohlezeichnungen als auch druckgrafische Techniken umfassen. Auf der anderen Seite beschäftigt er sich mit Kommunikationsdesign, darunter mit der Buch- und Plakatgestaltung, dem Webdesign und der Formgebung von Logos. Grossmann bewegt sich hierbei in zwei Handlungsrahmen: die regionale Tätigkeiten in der Vorder- und Kurpfalz, mit Atelier, Lehre und Auftragsarbeiten, sowie in einem internationalen Denkhorizont u. a. mit Studienreisen und Ausstellungstätigkeiten im Südkaukasus, Gastprofessuren und internationalen Mitgliedschaften.

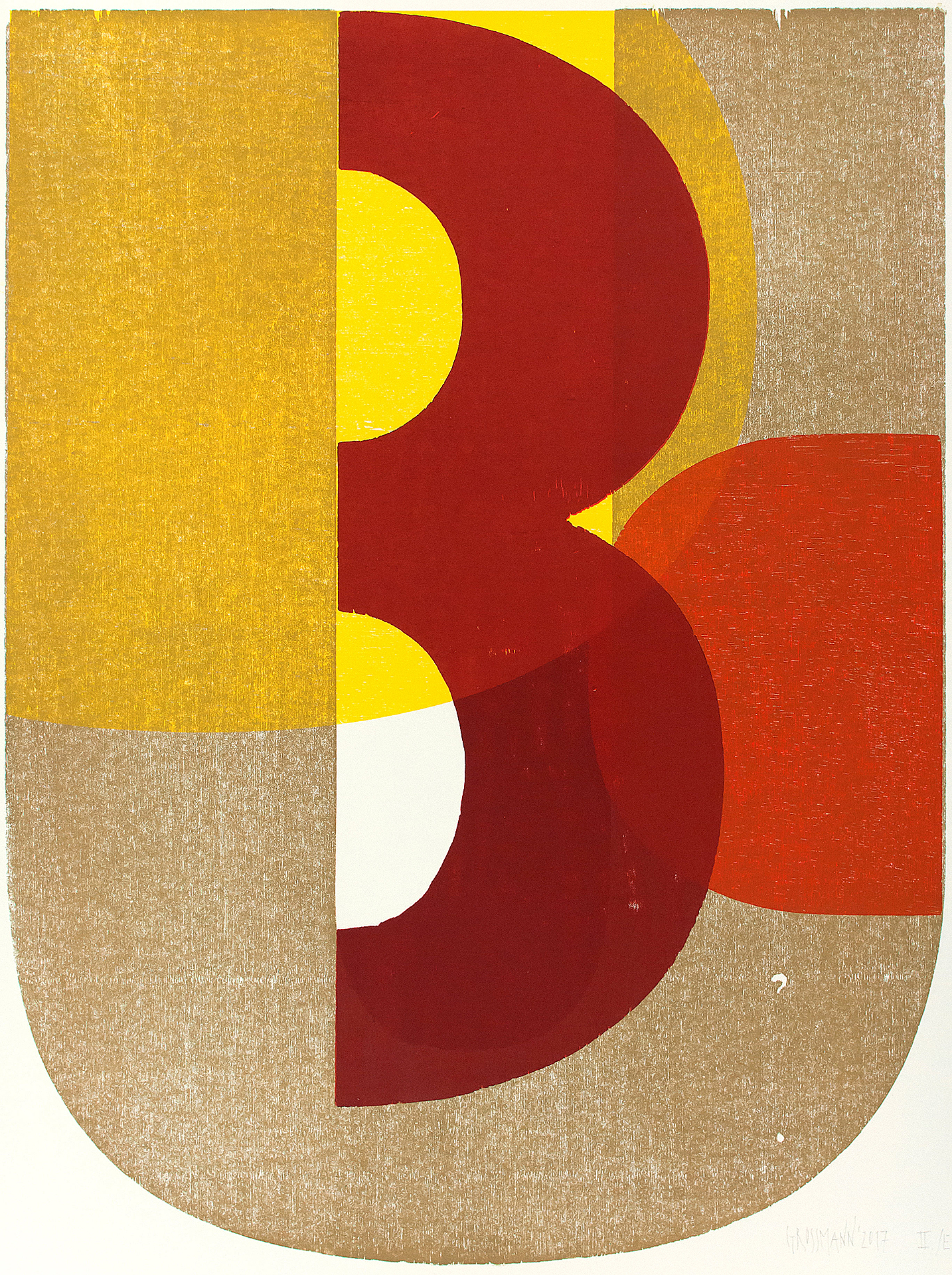
Frank-Joachim Grossmann, Underground, 2017, Holzschnitt auf Büttenpapier, 76 x 56 cm

### Künstlerische Arbeiten

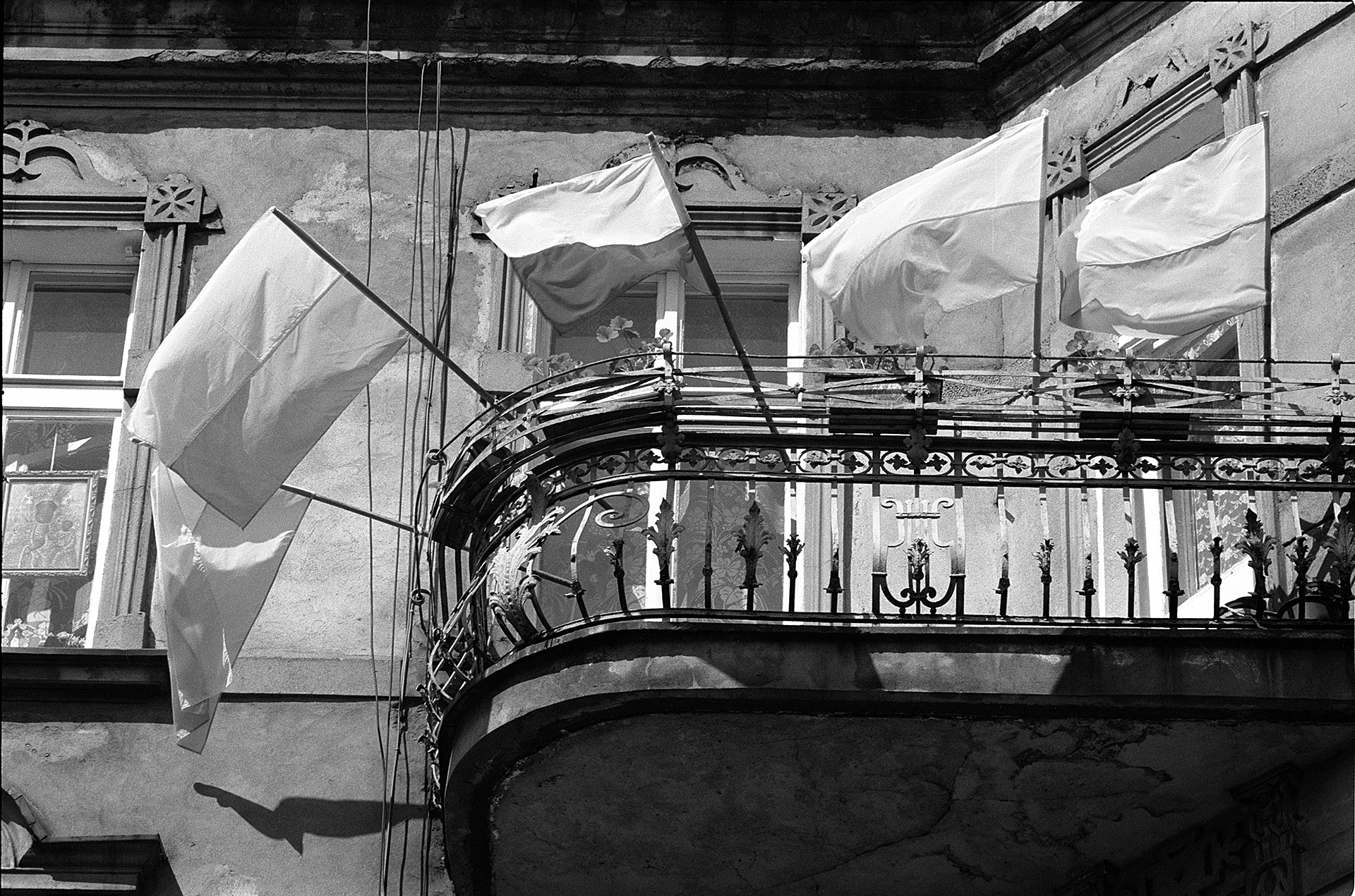
Frank-Joachim Grossmann, Gniezno, 1999, Fotografie

Insbesondere in der frühen Schaffensphase bis etwa 1995 beschäftigte sich Grossmann mit der Zeichenkunst. Darin suchte er besonders das Gesehene mit Feder oder Kohlestift zu erfassen. Der Kunsthistoriker Clemens Jöckle beschreibt dies, wie Grossmann in seinen großformatigen in zarter Farbigkeit gehaltenen Zeichnungen das Menschenbild zum archaischen Antlitz auf einer monochromen Fläche erscheinen lässt. Ähnlich bildet für den Kunstwissenschaftler Jürgen Linde besonders die Linienführung von Grossmann den Zugang zu seinen frühen Werken. Gleichzeitig gelingt es ihm ein Spannungsverhältnis zwischen fotorealistischer Exaktheit eines Gegenstandes und seinem Sfumato-ähnlichen Verschwimmen auf der Bildoberfläche aufzubauen. Für den Kulturwissenschaftler Uli Rothfuss sind die Werke von Grossmann getragen von einer Filigranität. Sie streben nach der Perfektion ohne beeindrucken zu wollen. Eine gemeinsame Studienreise nach Georgien und ein Buchprojekt mit Literatur von Uli Rothfuss und Aquarellen von Grossmann zeugen von seiner Wertschätzung.

### Grafische Arbeiten

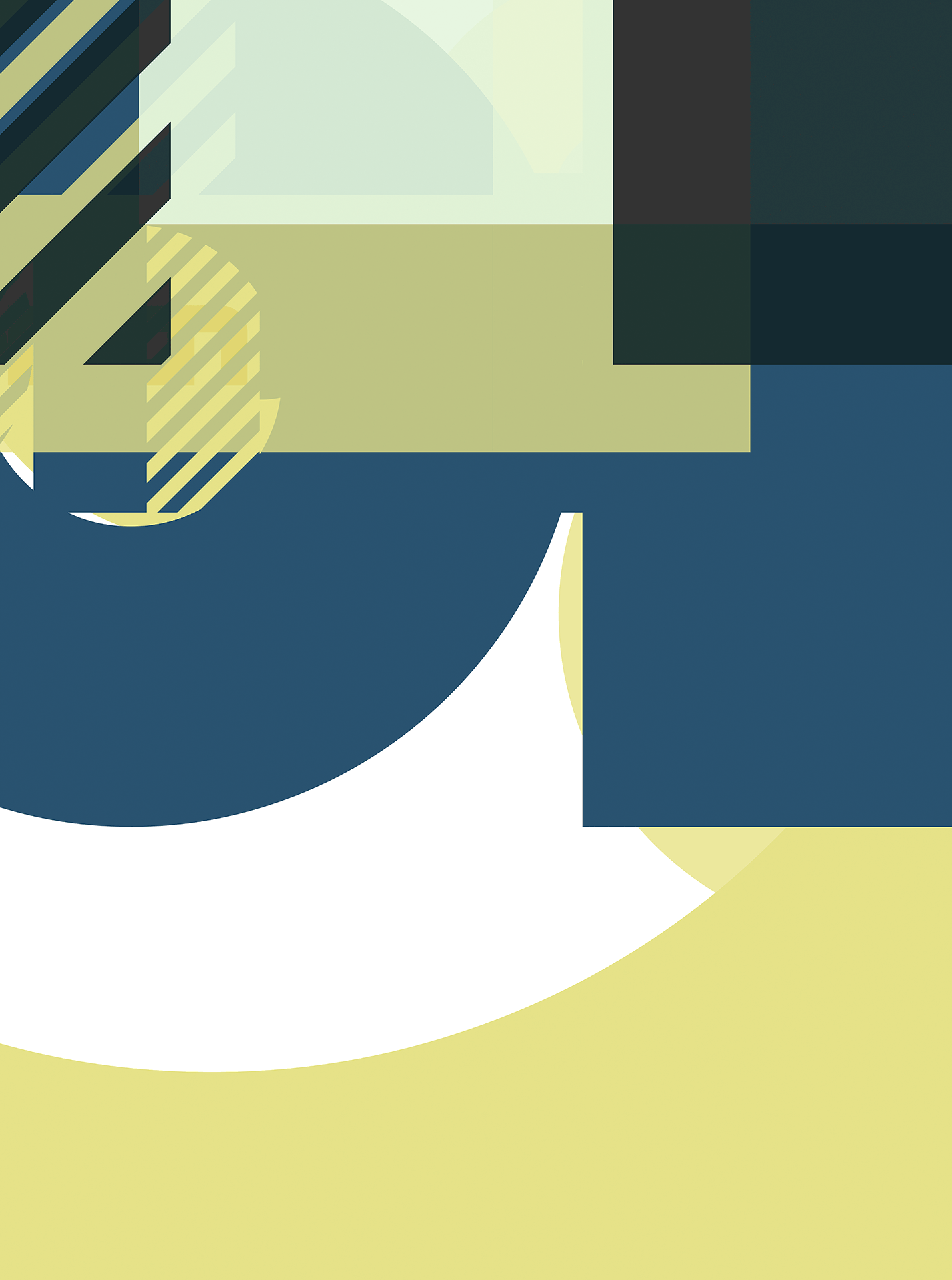
Frank-Joachim Grossmann, Pacific 231, 2017, Digitaldruck auf Büttenpapier, 80 x 60 cm

Seit 1995 beschäftigt sich Grossmann in seinen druckgrafischen Arbeiten zunehmend mit der Typografie und dem Verhältnis von Farben und Formen. Darin sucht er die Spannungsfelder innerhalb der dynamisch gesetzten farbigen Buchstaben aufzuzeigen. Seine Arbeiten variieren zwischen großformatigen Farbholzschnitten bis hin zu kleineren Digitaldrucken. Darüber hinaus hat Grossmann in mehreren Aufträgen eine Bandbreite an Möglichkeiten der Plakat- und Buchgestaltung sowie Logos verdeutlicht. Auch hierin zeigt sich sein Interesse für das Verhältnis der farbigen Formen, die er auf unterschiedlichen Wegen abbildet. Für Jürgen Linde vom Kunstportal Baden-Württemberg zeichnen sich die gestalterischen Fähigkeiten gerade in den unterschiedlichen Medien aus: Von Plakaten, Web-Design und Logos hin zu druckgrafischen Verfahren wie Lithografie, Holz- und Linoldruck sowie Radierungen. Gleichzeitig erkennt Thomas Angelou einen spannungsreichen Kontrast in der Verwendung von älteren und gegenwärtigen Drucktechniken in den Arbeiten von Grossmann, indem Digitaldruck neben Holz- und Linoldruck eingesetzt wird. Hierdurch werden mehrere Zugänge eröffnet sich den Arbeiten von Grossmann zu nähern. Mit Blick auf diese graphischen Arbeiten von Grossmann betont wiederum Uli Rothfuss das Bewusstsein des Künstlers für die Anordnung der Farben und Formen, damit sie sich einprägen, damit sie wirken.  Zugleich beobachtet Johannes Meinhardt bei Grossmann, dass Buchstaben oder Zahlen Ausgangspunkte von seinen Drucken sind. Diese werden dann wieder so ineinander gesetzt, dass neue Flächenelemente und dadurch komplexe, mehrdeutige Druckgrafiken entstehen.

## Arbeiten in öffentlichen Sammlungen
- Stadt Mannheim
- Kunsthalle Mannheim
- Stadt Speyer
- Rhein-Pfalz-Kreis
- Kunstsammlung Rheinland-Pfalz
- Kunstsammlung Baden-Württemberg
- Kulturdialog Armenien

## Einzelausstellungen
- 1984 „Galerie für junge Künstler“ im Forum der Jugend Mannheim
- 1987 Galerie Hartmannstraße Ludwigshafen
- 1989 Künstlerhaus Speyer (mit Armin Liebscher)
- 1990 „Spuren“ im Kulturzentrum Feuerwache Mannheim (mit Norbert Nüssle und Rainer Negrelli)
- 1991 Schloßscheune Fußgönheim (mit Armin Liebscher)
- 1992 „Kultursommer’92“ im Rathaus Ludwigshafen (mit Armin Liebscher)
- 1993 Kunstverein Speyer (mit Finn Cato Gabrielsen)
- 1994 Jenaer Kunstverein
- 1994 Bankhaus Wölbern in Hamburg
- 1995 Galerie Armand Gaasch Dudelange (Luxemburg)
- 1995 Galerie Roter Turm Grünstadt-Asselheim
- 1995 ArteFacte Mannheim
- 1996 „Faktum Wein“ im Weinkontor Schwarz in Speyer
- 1999 Feuerbachhaus Speyer
- 2007 Feuerbachhaus Speyer
- 2014 „Buchstaben_folgen“ in der Galerie Josef Nisters Speyer
- 2015 „Wort und Bild“ in der Pfälzischen Landesbibliothek Speyer
- 2018 „Von A bis Z“ Künstlerhaus L6 Freiburg i.Br.

## Mitgliedschaften
- seit 1984  Bundesverband Bildender Künstlerinnen und Künstler
- 1984–2001 Der Anker Ludwigshafen
- 1984–2001 Künstlerbund Rhein-Neckar
- 1986–1987 Gruppe „Trotzdem“, Heidelberg
- 1986–2001 und 2005–2011 Künstlerbund Speyer
- seit 2011 Allianz deutscher Designer
- 2016–2019 Type Directors Club
- seit 2020 Typographische Gesellschaft München

## Werke

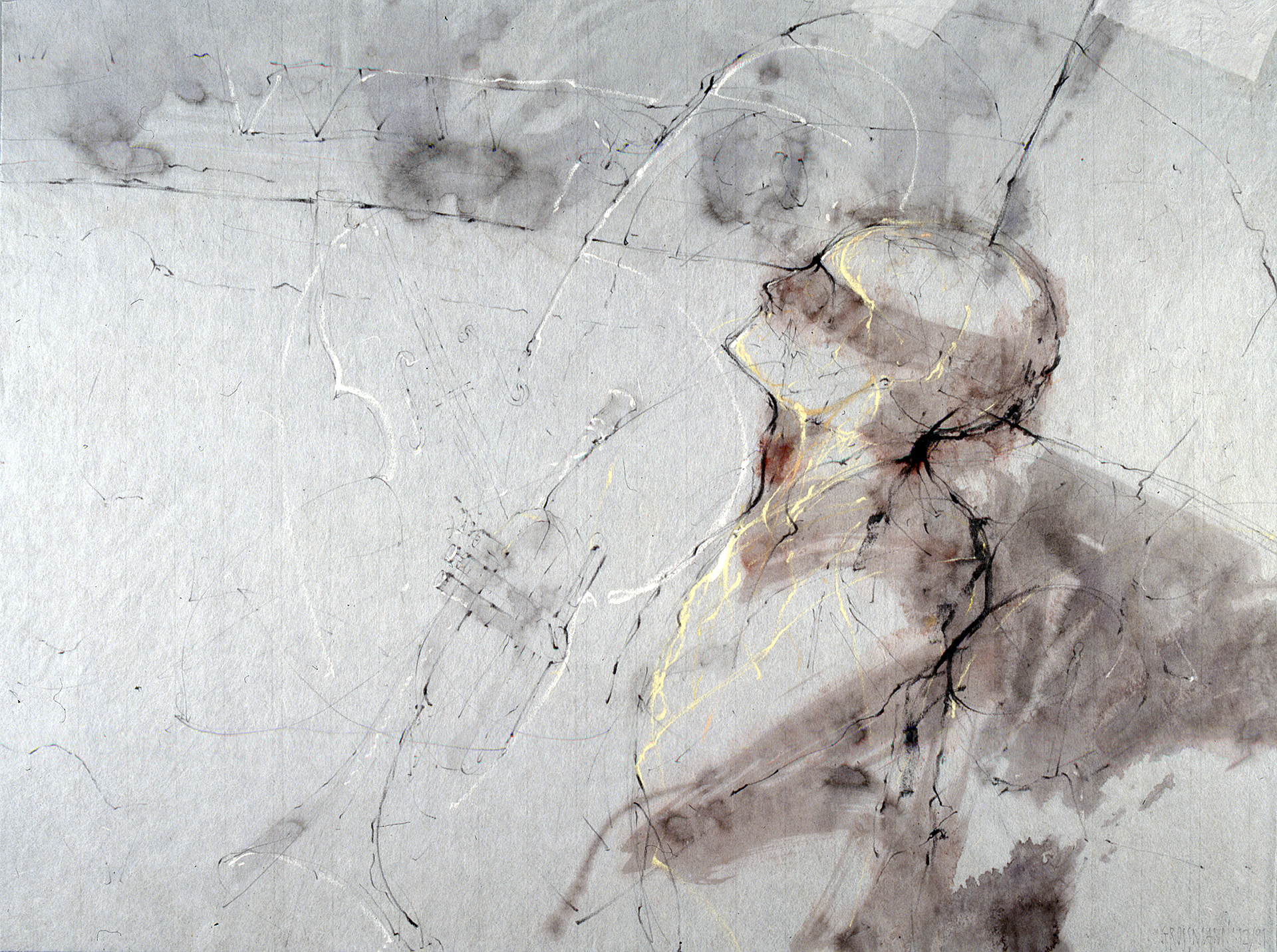
Frank-Joachim Grossmann, Jazzman 1, 1991, Bleistift, Kreide und Aquarell auf Chinapapier, 58 x 78 cm

### Gemälde (Auswahl)
- Hiroshima, Acryl und Kohle auf Leinwand kaschiert auf Pressspan, 100 × 70 cm, 1984.
- Koan im Alltag, Mischtechnik auf Büttenpapier, 78 × 98 cm, 1987.
- Trotzdem (Triptychon), Mischtechnik auf Büttenpapier, 70 × 140 cm, 1987.
- À Rebours (Gegen den Strich) 1 und 2, jeweils Mischtechnik auf Büttenpapier, 80 × 60 cm, 1987.
- Tulpen auf blauer Fläche, Acryl auf Büttenpapier, 60 × 80 cm, 1988.
- Figur 1, 2 und 3 (Familie), jeweils Acryl und Erdpigment auf Büttenpapier, 49 × 59 cm, 1989.
- Fraktal 2, Erdpigment und Kohle auf Büttenpapier, 70 × 100 cm, 1989.
- Schwefel 1 und 2 (Diptychon), Pigment und Kreide auf Leinwand, 2 × 80 × 80 cm, 1990.
- Schmetterling 1 und 2 (Diptychon), Pigment und Kreide auf Leinwand, 2 × 80 × 80 cm, 1990.
- Jazzman 1, Bleistift, Kreide und Aquarell auf Büttenpapier, 58 × 78 cm, 1991.

### Plakate (Auswahl)
- Feuerwache Mannheim
- Fachhochschule Mannheim
- Künstlerbund Rhein-Neckar
- Künstlerbund Speyer
- Klangforum Heidelberg
- Internationale Hermann-Hesse-Gesellschaft
- Stadt Speyer

### Einzeltitel
- Skizzenbuch. Privatdruck, Speyer 1994
- Tarkowskij: Die versiegelte Zeit. Privatdruck, Speyer 1995.
- BodyTypes. Privatdruck, Speyer 1997.
- Kieslowski: I’m so-so. Privatdruck, Speyer 1998.
- Digital Art. Privatdruck, Römerberg 2016
- Printmaking. Privatdruck, Römerberg 2016
- Buy. Privatdruck, Römerberg 2017.
- Camouflage. Privatdruck, Römerberg 2017.
- G reen. Privatdruck, Römerberg 2017.
- ABZ. Privatdruck, Römerberg 2018.
- Finder. Privatdruck, Römerberg 2018.
- Hacker. Privatdruck, Römerberg 2018.
- Konsum. Privatdruck, Römerberg 2018.
- Manifest. Privatdruck, Römerberg 2018.
- Print. Privatdruck, Römerberg 2018.
- 5x5. Privatdruck, Römerberg 2018.
- Orte. Privatdruck, Römerberg 2019.

### Sonstige Veröffentlichungen
- Frank-Joachim Grossmann. In: Clemens Jöckle und Cornelia Vagt (Hrsg.): Speyerer Künstler der Gegenwart. Speyer 1990, S. 49–51.
- Junge Kunst im Kunstverein. Speyer 1993.
- Frank-Joachim Grossmann. Speyer 1993.
- Frank-Joachim Grossmann. In: Künstlerbund Speyer (Hrsg.): 10 Jahre Künstlerbund Speyer e.V. Speyer 1994.
- Poster. In: Günter Jacki (Hrsg.): Looking for Transmission – Die Form als Argument. Wasmuth Verlag, Tübingen 2006, ISBN 3-8030-3203-2, S. 158–159.
- Aquarelle. In: Uli Rothfuss: vom atmen der steine. Pop Verlag, Ludwigsburg 2006, ISBN 3-937139-27-3.

### Buchgestaltung
- Wolfgang Dierl und Werner Ring (Hrsg.): BLV Bestimmungsbuch Insekten. Mitteleuropäische Arten. BLV Verlagsgesellschaft, München 1988, ISBN 3-405-13054-9. (Mitarbeit bei Illustrationen auf Seite 207, 211 und 213)
- Karl Häusler, Peter Pfeifer und Heribert Rampf (Hrsg.): Elemente der Zukunft: Chemie 2. Realschule Bayern. Oldenburg/München 1989, ISBN 3-486-88561-8.
- Hans Peter Thiel, Marcus Würmli, Marcus (Hrsg.): Wir schützen unser Leben – Das Bild Umwelt-Lexikon. Ullstein Taschenbuch Verlag, Frankfurt/Berlin 1990, ISBN 3-548-34734-7.
- Brockhaus-Enzyklopädie: Band 11, IT-KIP. Verlag F. A. Brockhaus, Mannheim, 19. Auflage, ISBN  3-7653-1111-1.
- Yves Vincent Grossmann: Von der Berufung zum Beruf: Industriedesigner in Westdeutschland 1959–1990, Bielefeld 2018.
- Volker Demuth: Bits and Bones. Verlag Ralf Liebe, Weilerswist 2001, ISBN 3-935221-03-7.

### Web-Design
- ConCoquo
- Stadt Speyer

### Typografie
- Schrift „Grossi“. In: Typodarium 2015. Verlag Hermann Schmidt, Mainz 2014.
- Schrift „Orion“ und Schrift „Takefive“. In: Typodarium 2016. Verlag Hermann Schmidt, Mainz 2015.
- Schrift „Stealthy Font“. In: Typodarium 2017. Verlag Hermann Schmidt, Mainz 2016.

## Archivalien
- Plakatsammlung (Bestand Y24) im Landesarchiv Speyer
- Plakatsammlung im Stadtarchiv Speyer
- Buchinstitut der Akademie der Bildenden Künste Stuttgart

## Auszeichnungen
- 1984: 1. Preis Künstlerbund Rhein-Neckar: Jugend gestaltet
- 1988: 1. Preis der GEWA-Druckerei Bingen für Das moderne Weinetikett